# Ain't Life Grand
Ain't Life Grand är rockgruppen Slash's Snakepits andra album och släpptes i oktober 2000 på skivbolaget Koch International. Slash var den enda kvarvarande medlemmen från debutalbumet It's Five O'Clock Somewhere.

## Låtlista
Samtliga låtar skrivna av Slash's Snakepit.
1. "Been There Lately" - 4:27
2. "Just Like Anything" - 4:23
3. "Shine" - 5:21
4. "Mean Bone" - 4:40
5. "Back to the Moment" - 5:33
6. "Life's Sweet Drug" - 3:53
7. "Serial Killer" - 6:19
8. "The Truth" - 5:17
9. "Landslide" - 5:30
10. "Ain't Life Grand" - 4:54
11. "Speed Parade" - 3:52
12. "The Alien" - 4:26
13. "Rusted Heroes" - 5:21 (japanskt bonusspår)
14. "Something About Your Love" - 2:53 (japanskt bonusspår)